# Modern Records
Modern Records fue una compañía discográfica estadounidense fundada en 1945 en Los Ángeles por los hermanos Bihari.  

## Historia
Los hermanos Saul, Jules y Joe Bihari fueron los fundadores y principales responsables de la compañía. Modern fue uno de los sellos emblemáticos del R&B con artistas en nómina de la categoría de Etta James, Joe Houston, Little Richard, Ike & Tina Turner, Pee Wee Crayton o John Lee Hooker durante las décadas de 1950 y 60. Tony Hilder actuó como cazatalentos para Modern Records a finales de los años 1950, antes de fundar sus propios sellos discográficos, CT Records primero e Impact Records más tarde.
Austin McCoy actuó como músico de sesión y como director de grabaciones de la compañía. Cuando abandonó Modern a finales de los años 50 trabajó como cazatalentos para Mercury Records.
Aunque comenzó como un sello exclusivamente dedicado al R&B, con el tiempo fue abriéndose a otros ritmos en un intento de alcanzar mayor cantidad de público. Llegó a tener varios sellos subsidiarios, RPM Records, Flair Records, Meteor Records, Crown Records y Yuletide Records, dedicado este último a publicar música navideña. En la década de los 60, Modern Records cayó en la bancarrota y cesó su actividad. De su catálogo se hizo cargo Kent Records. Durante los años 80 fue eventualmente gestionado por la compañía británica Ace Records, que finalmente adquirió los derechos en los 90.  